# مارشال الاتحاد السوفيتي

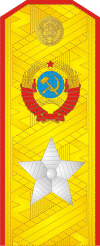
رتبة مارشال الاتحاد السوفيتي استخدمت منذ 1943

مارشال الاتحاد السوفيتي (بالروسية: Маршал Советского Союза، نح: مارشال سافيتسكافو سايوزا) أعلى رتبة عسكرية في القوات المسلحة السوفيتية بحكم الأمر الواقع (وإن بقت رتبة جنراليزموس الاتحاد السوفيتي (بالروسية: Генералиссимус Советского Союза، نح: جنراليزموس سافيتسكاڤو سايوزا) التي استُحدثت لجوزيف ستالين عام 1945 ولم يحملها سواه في الاتحاد السوفيتي، أعلى الرتب العسكرية السوفيتية بحكم القانون)، إثر قرار اللجنة التنفيذية المركزية ومجلس مفوضي الشعب في الاتحاد السوفيتي سنة 1935،
المرتبة المقابلة لهذا المنصب في البحرية السوفييتية كان قائد اسطول الاتحاد السوفيتي. وغالبا ما يكون المارشال هو وزير الدفاع والقائد الأعلى للقوات السوفييتية
في الاتحاد الروسي في عام 1993 تم إنشاء رتبة مارشال الاتحاد الروسي.

## تاريخ الرتبة
تم إنشاء رتبة مارشال الاتحاد السوفيتي بمقتضى مرسوم صادر عن مجلس مفوضي الشعب السوفيتي ( أي مجلس الوزراء ) في 22 سبتمبر 1935 . وفي 20 نوفمبر من نفس السنة تحصل هؤلاء على هذه الرتبة : مفوض الشعب للدفاع والوجه البارز في النظام السوفيتي كليمنت فوروشيلوف . رئيس هيئة الأركان العامة للجيش الأحمر ألكسندر يغوروف . إضافة إلى كل من فاسيلي بليوخر وسيميون بوديوني وميخائيل توخاشيفسكي وهم مجموعة من الضباط السامين .
من بين هؤلاء كل من فاسيلي بليوخر وتوخاتشيفسكي ويغوروف قد تم إعدامهم أثناء الحقبة الستالينية وخاصة اثناء التطهير الأعظم

## قائمة مارشالات الاتحاد السوفيتي
جوزيف ستالين

## وصلات خارجية
- Появление генеральских званий РККА в 1940 году